# Healing Hands (Conrad Sewell)
Healing Hands è un singolo del cantautore australiano Conrad Sewell, pubblicato nel 2018 ed estratto dall'EP Ghosts & Heartaches.

## Tracce
- Download digitale

1. Healing Hands – 4:10

1. ↑  (EN) ARIA Charts - Accreditations - 2019 Singles, su aria.com.au, Australian Recording Industry Association. URL consultato il 16 settembre 2019.